# Pamięć masowa

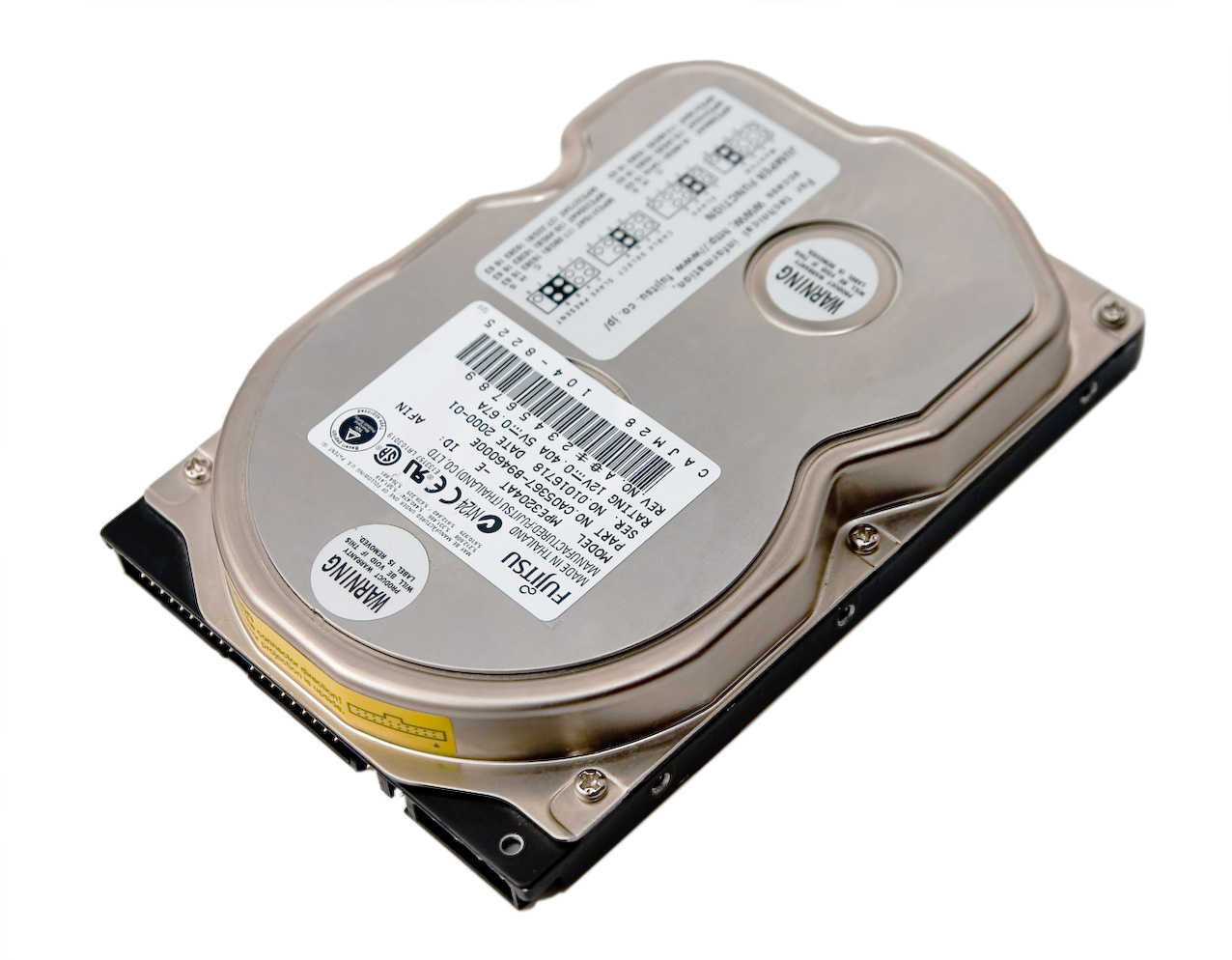
Pamięć masowa (dysk twardy)

Pamięć masowa (ang. mass storage) – pamięć trwała, która umożliwia przechowywanie dużych ilości danych przez długi czas. W odróżnieniu od pamięci operacyjnej, nie pozwala na adresowanie pojedynczych bajtów, a jej czas dostępu przez procesor jest wielokrotnie dłuższy. Urządzenia pamięci masowej należą do tzw. urządzeń blokowych.
Biorąc pod uwagę rodzaj zastosowanego nośnika danych można wyróżnić następujące rodzaje pamięci masowej:
- Nośnik magnetyczny
  - dysk twardy (dysk HDD)
  - dyskietka
  - karta magnetyczna
  - taśma magnetyczna
- Dysk optyczny
  - CD, CD-ROM, DVD-ROM, BD-ROM – nośniki tylko do odczytu, używane do masowej dystrybucji danych (muzyki, filmów, programów komputerowych)
  - CD-R, DVD-R, DVD+R, BD-R – nośniki do zapisu jednokrotnego
  - CD-RW, DVD-RW, DVD+RW, DVD-RAM, BD-RE – nośniki do zapisu wielokrotnego (zapis jest wolniejszy od odczytu)
  - HD DVD
  - DMD
  - EVD
  - HVD
  - UDO
- Pamięć półprzewodnikowa
  - dysk SSD – stosowany w komputerach osobistych, laptopach
  - pamięć wbudowana typu flash (ang. embedded „wbudowana”) – w smartfonach
  - karta pamięci
  - pamięć USB.